# Kanama
Kanama (Kinyarwanda Umurenge wa Kanama) ist einer von zwölf Sektoren im Distrikt Rubavu in der Westprovinz von Ruanda.

## Geographie
Kanama hat eine Fläche von 42,9 km². Der Sektor grenzt im Norden an Kanzenze, im Nordosten an Bigogwe, im Osten an Rambura, im Südosten an Muringa, im Süden an Nyabirasi, im Westen an Nyundo und im Nordwesten an Nyakiriba. Er unterteilt sich in die sechs Zellen Kamuhoza, Karambo, Musabike, Nkomane, Rusongati und Yungwe. Entlang der Südwestgrenze von Kanama verläuft der Fluss Sebeya. Dieser fließt Richtung Nordwesten, wo er südlich der Stadt Gisenyi in den Kiwusee mündet. Der Sebeya weist einen hohen Gehalt an fluviatilen Sedimenten auf. Ein rechter Zufluss des Sebeya innerhalb des Sektors Kanama ist der Karambo und entlang der Südgrenze von Kanama der Bihongora. In den Karambo münden der Yungwe und Ntongoshori.

## Bevölkerung
Nach Stand der Volkszählung von 2022 liegt die Einwohnerzahl bei 37.584. Zehn Jahre zuvor waren es 29.220, was einem jährlichen Bevölkerungszuwachs von 2,5 Prozent zwischen 2012 und 2022 entspricht.

## Verkehr
Vom an der Westspitze des Sektors gelegenen Ort Mahoko aus führt abgehend von der Nationalstraße 2 eine District Road Richtung Südosten durch den Sektor. Eine weitere quert den Nordosten des Sektors.

## Wirtschaft
Am nördlichen Abschnitt des Sebeya befinden sich Teeplantagen.